# تینتزیک لگنیتسکی
تینتزیک لگنیتسکی (به لاتین: Tyńczyk Legnicki) یک منطقهٔ مسکونی در لهستان است که در Gmina Krotoszyce واقع شده‌است.